# Luta (Białoruś)
Luta (biał. Люта; ros. Люта) – wieś na Białorusi, w obwodzie brzeskim, w rejonie brzeskim, w sielsowiecie Łyszczyce.
Siedziba parafii prawosławnej; znajduje się tu cerkiew pw. św. Mikołaja Cudotwórcy.
W pobliżu znajduje się przystanek kolejowy Luta, położony na linii Brześć – Wysokie Litewskie.

## Historia
W dwudziestoleciu międzywojennym leżała w Polsce, w województwie poleskim, w powiecie brzeskim, do 18 kwietnia 1928 w gminie Łyszczyce, następnie w gminie Motykały. Po II wojnie światowej w granicach Związku Sowieckiego. Od 1991 w niepodległej Białorusi.